# Assabu
Assabu (厚沢部町, Assabu-chō) és una vila i municipi de la subprefectura de Hiyama, a Hokkaido, Japó. A més, Assabu també pertany al districte de Hiyama.

## Geografia
El municipi d'Assabu està situat geogràficament a la subprefectura de Hiyama, al sud de Hokkaido. Dins de Hiyama, Assabu es troba a la meitat sud de la subprefectura, que es troba dividad en dos per la subprefectura d'Oshima. El terme municipal d'Assabu limita amb els de Kaminokumi al sud, Otobe i Esashi a l'oest i amb Yakumo al nord i Hokuto i Kikonai al sud, aquestes darrers tres a la subprefectura d'Oshima.
La vila d'Assabu es troba a la península d'Oshima, al sud de Hokkaido i prop de la mar del Japó. El municipi no fa costa, tot i estar molt a prop de la mar i vora el 80% del seu terme municipal està cobert per boscs. El municipi rep el nom del riu Assabu, que passa per la vila entre d'altres.

## Història
L'origen d'Assabu es remunta als temps del domini de Matsumae, l'estat feudal que va dominar el sud de Ezo durant el període Tokugawa. Els japonesos de Matsumae van començar a instal·lar-se a la zona vora l'any 1678. El 1869, durant la guerra Boshin, Assabu va caure captiva de les tropes d'Enomoto Takeaki, president de la república d'Ezo. Quan van ser derrotats, Assabu va tornar a formar part del domini de Matsumae fins al 1871-1972 i posteriorment, al Japó des de llavors.

## Transport

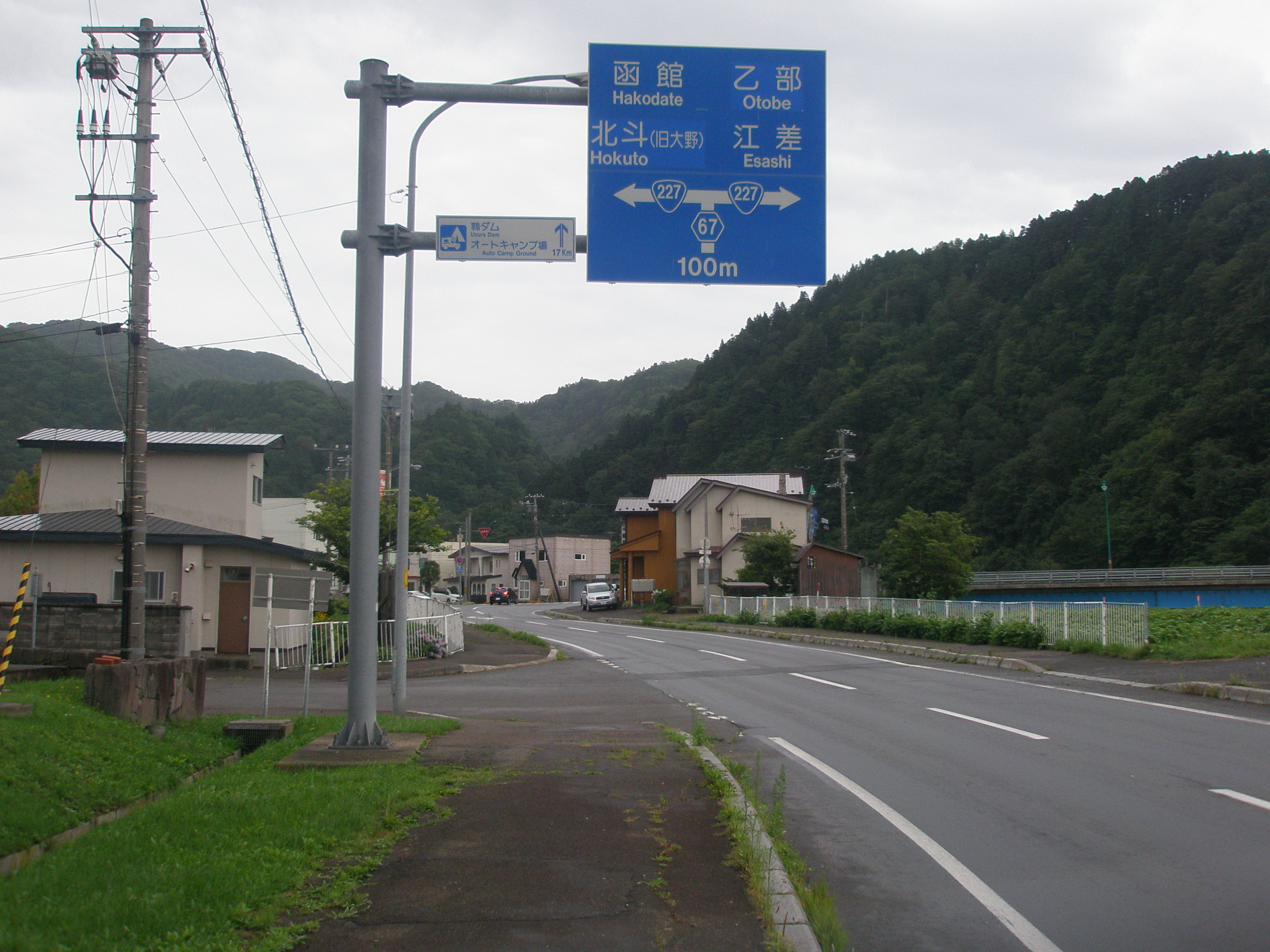
Carretera prefectural 67 en passar per la vila

### Ferrocarril
Des de 2019, la vila no té cap estació de tren degut al tancament de la línia. No obstant això, està programat que el Hokkaidō Shinkansen passe pel terme municipal i faça parada a les estacions de les ciutats properes de Hokuto i Hakodate, on a més, existeixen línies de trens regulars.

### Carretera
- Nacional 227
- Prefectural 29
- Prefectural 67
- Prefectural 460
- Prefectural 634
- Prefectural 795
- Prefectural 812

#### Distàncies
A continuació es presenten les distàncies per carretera des d'Assabu als principals municipis:
- A Hakodate (ciutat més gran y capital d'Oshima): 1 hora y 15 minuts (57 km)
- A Esashi (capital de Hiyama): 12 minuts (13 km)
- A Sapporo (capital de Hokkaido): 4 hores y 30 minuts (240 km)